# Eén hagedis teveel
Eén hagedis teveel, aanvankelijke titel Een sprookje van grime, is de debuutfilm van regisseur Paul Verhoeven uit 1960. De film werd vervaardigd in opdracht van de Leidse studentenvereniging Minerva en op verschillende plaatsen in Leiden opgenomen. De zwart-witfilm won de eerste prijs op het studentenfilmfestival Cinestud 1960.

## Plot
De vrouw van een beeldhouwer die haar alleen kan modelleren als ze er als een ander uitziet, begint een verhouding met een student die tevens een andere vriendin heeft. De vrouwen kunnen goed met elkaar overweg en verwisselen van rol.